# Paul Bartel (acteur)
Pour les articles homonymes, voir Paul Bartel et Bartel.
Ne doit pas être confondu avec Paul Bartels.
Paul Bartel, né le 27 mai 1994 à Orly dans le Val-de-Marne, est un acteur français.

## Biographie
À l'âge de quatorze ans, Paul Bartel décide d'arrêter l'école pour se consacrer uniquement au métier d'acteur. Il commence le théâtre très jeune et joue sa première pièce, Dis qu'as-tu fais toi que voilà de ta jeunesse, de Guillaume Hasson.
En 2009, il commence son premier tournage sous la direction d'Alain Tasma dans Fracture, vu comme « film coup de poing ». Ce téléfilm fait parler de lui et il fait ainsi son entrée dans le cinéma.
En 2011, le film Les Géants, où Paul Bartel interprète le rôle de Danny, fait partie de la sélection de la Quinzaine des réalisateurs au Festival de Cannes 2011.
Pour Les Géants, il reçoit le Bayard d'or du meilleur comédien aux côtés de Zacharie Chasseriaud et Martin Nissen, lors du Festival international du film francophone de Namur 2011.
Il est remarqué par le réalisateur Jean-Stéphane Sauvaire (Johnny Mad Dog) qui lui propose de tenir le premier rôle dans son film Punk, racontant le monde punk, la solitude d'un jeune, l'absence d'un père.
Il partage, en 2013, l'affiche du film Les Petits Princes avec les acteurs Reda Kateb et Eddy Mitchell. Il y retrouve également Samy Seghir, trois ans après le téléfilm Fracture. La même année, le film d'Arnaud des Pallières, Michael Kohlhaas, dans lequel il joue, fait partie de la sélection officielle en compétition pour la Palme d'or lors du Festival de Cannes 2013.
En 2014, il est nommé  dans la catégorie meilleur espoir masculin pour Les Petits Princes lors de la 39e Cérémonie des Césars. La même année, il tourne dans la série télévisée Accusé, avec notamment Rayane Bensetti, diffusée sur France 2.
En février 2015, il incarne, aux côtés d'Anne Marivin et Charles Berling, l'un des personnages principaux du téléfilm Tu es mon fils, réalisé par Didier Le Pêcheur.
On le retrouve également, le 17 février 2016, dans le film Amis publics, où il interprète un jeune malade qui rêve de braquer une banque. Voyant la maladie évoluer, son frère (interprété par Kev Adams) décide alors d'organiser un faux braquage qui se transformera en vrai hold-up.

## Filmographie

### Cinéma

#### Longs métrages
- 2011 : Les Géants de Bouli Lanners : Danny
- 2013 : Les Petits Princes de Vianney Lebasque : JB
- 2013 : Michael Kohlhaas d'Arnaud des Pallières : Jérémie
- 2014 : Week-ends d'Anne Villacèque : le garçon de la plage
- 2015 : Les Révoltés de Simon Leclère : Pavel
- 2016 : Amis publics d'Édouard Pluvieux : Ben
- 2017 : La Belle Occasion d'Isild Le Besco
- 2019 : Un ange de Koen Mortier : Serge
- 2020 : Un monde ailleurs d'Étienne Faure : Tom
- 2022 : Les Harkis de Philippe Faucon
- 2022 : Tempête de Christian Duguay : Kévin Barillot
- 2023 : Flo de Géraldine Danon : Philippe Monnet

#### Courts métrages
- 2015 : Caïds de François Troukens : Alain

### Télévision

#### Téléfilms
- 2010 : Fracture d'Alain Tasma : Kevin, meilleur ami de Lakdar
- 2013 : Punk de Jean-Stéphane Sauvaire : Paul
- 2015 : Tu es mon fils de Didier Le Pêcheur : Raphaël

#### Séries télévisées
- 2014 : Accusé de Didier Bivel et Julien Despaux : Bastien Adamas (saison 1, épisode 6 : L'Histoire de Claire)
- 2016 : Les Grands de Vianney Lebasque : Paul (saison 1, 4 épisodes)
- 2018 : Ben de Akim Isker : Arthur Jacques
- 2020 : Das Boot : Anatole
- 2021 : La Faute à Rousseau (mini-série) d'Adeline Darraux et Octave Raspail : Quentin
- 2021 : O.P.J. (saison 2) : Edouard
- 2022 : Alice Nevers (Épisode : Cavalcades) : Chris Delaunay
- 2022 : Les Invisibles (Épisode : Rubens) : Tiago

## Distinctions

### Récompense
- Festival international du film francophone de Namur 2011 : Meilleur acteur pour Les Géants

### Nomination
- César 2014 : Meilleur espoir masculin